# Siringoma

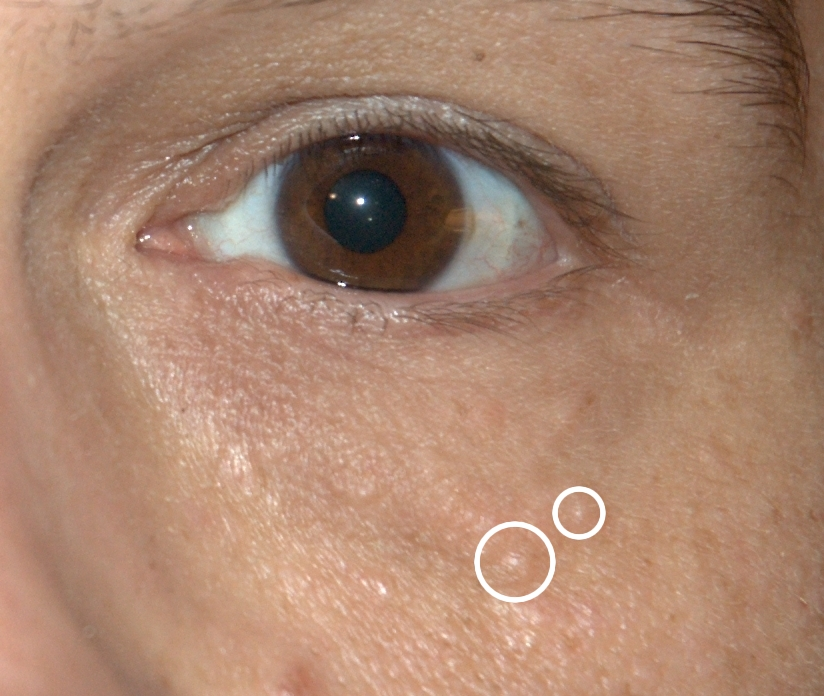
Siringomas

Se denomina siringoma (de griego syrinx, «tubo» o «conducto»), a ciertas neoplasias benignas con diferenciación ductal acrosiringea, presentándose en forma de bultos, de naturaleza tumoral, en forma de pequeñas pápulas, firmes, de tonalidad amarillenta, y un tamaño de entre 1 y 5 milímetros que aparecen en los párpados .
Los siringomas se originan en las glándulas que producen el sudor, y se dan con mayor frecuencia en mujeres.
Se presentan en grupos simétricamente en ambos párpados inferiores y su zona adyacente, y no causan picores, dolores o molestias de ningún tipo.

## Causas
Los siringomas tienen causas difíciles de determinar con exactitud. Son más frecuentes en mujeres adultas, y también están asociadas a personas con síndrome de Down, síndrome de Marfan, síndrome Ehlers-Danlos, o diabetes Mellitus.

## Clasificación
Existen las  siguientes variantes:
- Eruptiva. Vinculados a síndrome de Down.
- Palpebral. Relacionados con síndromes de Marfan y Ehlers-Danlos.
- Diseminada.
- Única.
- Lineal.

## Tratamiento
Por su naturaleza, generalmente benigna, salvo complicaciones de otra índole no precisa de tratamiento clínico más allá de su retirada por motivos estéticos.
De optarse por su eliminación las posibles opciones son:
- Extirpación quirúrgica. Se procesde a la eliminación de la porción de piel afectada. Es indicado solo a criterio médico en casos severos o urgentes, debido a la mala cicatrización y posteriores secuelas estéticas.
- Dermoabrasión química. Consiste en la aplicación de un dermoabrasivo químico, típicamente ácido tricloroacético.
- Electrodesecado o electrocoagulación. Actualmente en desuso.
- Termoabrasión o ablación láser. Se utiliza por lo general láser de CO2, o Erbium Yag ablativo, que en varias sesiones vaporiza la capa superficial de la piel de un modo preciso y localizado sin afectar a las áreas circundantes.

El nivel de efectividad de cada uno de estos tratamientos es variable, y ninguna evita completamente las recidivas: el problema puede persistir o volver a aparecer posteriormente.